# 伊勢型戦艦

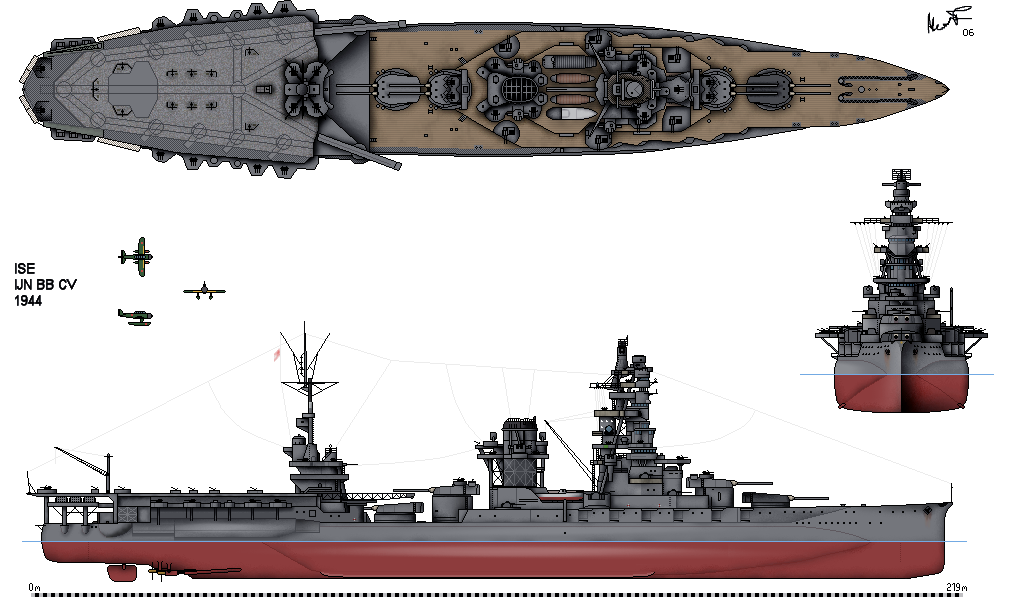
レイテ沖海戦時の伊勢

伊勢型戦艦（いせがたせんかん）は、大日本帝国海軍の戦艦の艦級である。本級は扶桑型に引き続き建造された超弩級戦艦である。
同型艦は伊勢、日向の 2隻。

## 概要
当初は扶桑型戦艦（扶桑、山城）の3番、4番艦として予定されていた。しかし、予算の関係で予定していた3番艦の起工が遅れ、しかも扶桑型に欠陥が見つかったため再設計された。
扶桑型の問題点で解消できた部分は多いとはいえ、後述する問題点等も含めると、まだまだ日本独自の技術よりは、イギリス式から受け継いだ流用技術に依存するところが多く、当時の日本の建艦事情の問題点も窺える。
英国技術を日本流に昇華させ、日本独力の技術で建造された純正戦艦と呼ばれるようになるのは次の長門型戦艦まで待たなければならなかったとも言われる。

## 艦形について
本型は近藤基樹博士の設計である扶桑型の船体設計を参考として、経験を積み重ねて成長してきた艦政本部の若き精鋭陣の知恵を結集して設計され、随所に日本的発想と設計を感じ取ることができる物である。
本級の船体形状は前級の長船首楼型船体と打って変わって、艦首側のみ乾舷の高い短船首楼型船体を採用している。これは前級では甲板に直置きだった3番・4番主砲塔が本級では背負い式配置になったことで重心の上昇を抑えるために船首楼甲板が3番主砲塔基部で終了させたためである。このため、船首楼の居住区画の一部を副砲ケースメイトとして配置したために、本級の居住性は日本海軍戦艦中でも劣るものとなったとされる。
艦首形状は弱く傾斜したクリッパー・バウでその下は底部まで垂直に切り立っている。傾斜（シア）のまったくない艦首甲板上に35.6cm連装砲塔を背負い式で2基装備し、2番砲塔基部から上方から見て六角形の上部構造物が始まり、甲板一段分上がって司令塔を基部として三角柱上の見張り所が設けられ、それを基部として頂上部に射撃指揮所と中段に操舵艦橋を持つ三脚式の前部マストが建つ。その背後には間隔の狭い2本煙突が立つ。2本の煙突は断面は小判型で共通だが前後で高さが異なっており、1番煙突のみ高かった。2番煙突の背後3番主砲塔が配置し、そこで船首楼甲板は終了し、中甲板上に4番主砲塔が直置きされる形で後ろ向きの背負い式配置で2基となっていた。艦載艇は3番・4番主砲塔砲撃時の爆風による損傷を避けるために2番煙突の左右に爆風避けの壁（ブラスト・スクリーン）を設けてその中に艦載艇置き場とした。艦載艇は前部マスト後方の2脚のそれぞれ1脚を基部とするジブ・クレーンが片舷1基ずつ計2基により運用された。4番主砲塔の後ろに後部司令塔を基部に持つ後部三脚式マストが立ち、艦尾甲板上に35.6cm連装砲塔が後ろ向きに背負い式配置で2基が配置された。これはアメリカ海軍の「ワイオミング級」と同一の配置で、好設計と言えた。こうした外国の設計を取り入れる柔軟さは副砲にも引き継がれた。なお、砲塔前盾も強化され305mmとなった。
本級の副砲である「三年式 14cm（50口径）速射砲」は前級では船体中央部から放射線状に配置したが、本級は船体形状が短い船首楼型船体となったために必然的に艦首側の船首楼に集中配置された。このため、1番主砲塔前方に単独で1基、船首楼舷側部に8基、甲板上に防盾付きで片舷1基ずつを配置した。これにより片舷10基の計20基を装備したが、艦首側の2基は波浪による浸水を招いたために竣工後に撤去されて18基となった。
また、竣工後対空攻撃用に「7.6cm（40口径）高角砲」が採用され、これを単装砲架で艦橋側面部の張り出しに片舷1基と後部三脚檣の左右に片舷1基ずつの計4基を配置した。これに伴って甲板上の14cm砲2基を撤去して副砲は片舷8基ずつの計16基となった。
この武装配置により前方向に最大で35.6cm砲4門、14cm砲2門、7.6cm砲2門、後方向に35.6cm砲4門、14cm砲4門、7.6cm砲2門、左右方向に最大で35.6cm砲12門、14cm砲10門、7.6cm砲2門を向けることが出来た。

## 兵装
本級の主砲は前級に引き続き「45口径四一式36cm連装砲」を採用している。その性能は、重量673.5kgの主砲弾を最大仰角20度で発射し、射程距離は25,000mであった。本級の主砲塔は扶桑型と異なり、固定角度装填だった装填機構は自由角度装填に変更されて仰角20度から俯角5度の間で装填でき、発射速度は竣工時点では毎分2発であった。砲身の仰角は25度・俯角5度で動力は蒸気ポンプによる水圧駆動であり補助に人力を必要とした。旋回角度は1番・2番・5番・6番主砲塔は左右150度の旋回角が可能であったが、前後を上部構造物に挟まれた3番・4番主砲塔のみ前後に40度の死角があった。
後に大正10年度の第一次近代化改装において主砲仰角は30度まで引き上げられ、最大射程は仰角28.7度で30,000mに引き上げられた。

### 副砲、その他備砲、雷装など
副砲も当初は一発の打撃性能を重視して「50口径四一式15cm砲」を引き続き採用するはずであったが、当時の日本人の体格に合わせて口径が小さい「50口径三年式14cm砲」を新規開発して搭載した、これはフランス海軍の「クールベ級」が副砲の速射性能と給弾の容易性のために13.9cmを搭載したことに倣ったものである。その性能は、重量38.6kgの砲弾を最大仰角20度で発射し、射程距離は15,800mであった。砲身の仰角は20度・俯角7度で動力は人力を必要とした。旋回角度は140度の旋回角が可能であった。装填機構は自由角度装填で仰角20度.俯角7度の間で装填でき、発射速度は毎分6～10発であった。装備数は前級よりも小口径になった分を補うために門数を増やし単装砲20基となった。
その他に「40口径三年式8cm高角砲」を単装砲架で4基、53.3cm水中魚雷発射管6基を装備した。

## 艦体
元設計の扶桑形の全長：205.1mよりも伊勢型では208.2mと約3m伸びた。その他の変更は被弾時のスプリンター防御（砲弾の破片に対する防御）を強化し、装甲重量は約6190トンに及んだ。
防御装甲配置では扶桑型とほぼ同一であるが、差異点は傾斜している中央部の防御甲板が、ボイラー室と弾薬庫の上では装甲板の下端と合わさった点である。従来の艦ではボイラー室の上で平らになっていた。甲板防御も85mmになっていた。
伊勢型戦艦は操縦性に問題が有り、訓練中に艦隊針路の外に飛び出す危険性があるため、後続艦は伊勢、日向の針路に注意する様に艦隊内で周知される程であった。

## 機関
前級まで採用されていた国産の「宮原式ボイラー」は燃料消費が激しい欠点があったが、本級から採用された「ロ号艦本式ボイラー」は石炭・重油混焼水管缶であった。推進タービン機関は性能比較のため伊勢と日向では異なっており、伊勢では巡航用タービンを備えたブラウン・カーチス式直結タービン、一方の日向はパーソンズ式であった。姉妹艦ともに高速型タービン2基と低速型タービン2基の構成で、これにより出力は前級よりも5,000ps上昇した45,000psとなり、速力は0.5ノット増しの23ノットを発揮した。航続性能は石炭：4,600トンと重油：1,411トンを満載状態で14ノットで9,680海里と計算された。

## 艦歴

### 竣工後の小規模改装

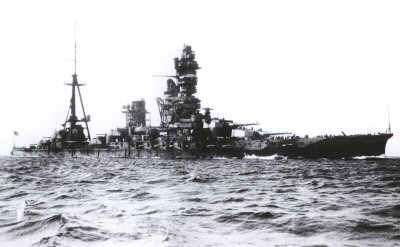
小規模改装後の日向

1921年に主砲の仰角を25度から30度へ引き上げて長距離砲戦能力を向上させ、1924年に主砲塔測距儀を基線長6mから8mの物に更新して測距能力を高めた。同時に前部艦橋と周辺の改装が行われ、指揮所・見張り所等の多数のプラットフォームが追加された、前檣上部に方位盤照準装置を装備すると共に前後マスト上に統一射撃のための射撃用示教盤（レンジクロック）を装備した。
前部マストは多層化し、信号桁は延長され、伊勢は「くの字」型だが日向は直線型であった。航海艦橋・昼戦艦橋・夜戦艦橋のクローズド化、前後三脚檣構造の両舷部にあった7.6cm単装高角砲は新型の「八九式 12.7cm（40口径）高角砲」に更新され、装備位置は同一で連装砲架で4基が配置され、これに伴い前部マストに九一式高射射撃装置2基が装備された。更に近接戦闘用に毘式 4cm（39口径）連装機関砲2基を装備した。発射指揮所・探照灯追尾指揮装置等の各種砲戦施設は後の改装でも増備した。
また、排煙逆流による煙害防止のために扶桑型と同様に1番煙突にスプーン状の煤煙避けが取り付けられた。また、この頃に1番・6番主砲塔を除く4基に砲塔測距儀が装備された。5番砲塔上部には水上機が搭載された。
1926年～1928年にかけて更に前部艦橋を櫓檣形式への改造と、艦載機を1機から2機へと増やす改造を行った。

### 大改装
1930年代に本型も他クラスに伴って近代化改装を行った。
改装内容は攻防走全ての面に及んだ。軍令部は1934年（昭和9年）9月25日の想定（昭和15年末）で、65000トン・34ノットの新型戦艦4隻（大和型戦艦）を建造すると共に、「日向、伊勢」の主砲を40cm砲に換装することも検討している。だが伊勢型の主砲換装は実現せず、従来どおり35.6cm砲の能力強化に落ち着いた。主砲の仰角は従来の30度から43度へと引き上げられて、最大射程は35,450mとなった。
副砲も砲架を改造して従来の20度から30度へと引き上げて最大射程は19,100mとなり主砲・副砲の射程の延伸を計った。それと平行して砲戦指揮装置の改善・大型化、艦橋測距儀を基線長10.5mへと大型化した。これに伴い主砲塔天蓋の装甲厚を76mmから152mmへと増厚し、副砲防盾の装甲厚を増した。また、防御力不足の不満もあった舷側装甲の範囲を充実させたことにより装甲重量は9,525トンから12,644トンへと増加した。さらに水平防御と対魚雷水中防御能力の向上に重点を置いた装甲配置の改良がなされた。他に40mm連装機関砲2基を九六式25mm連装機銃10基へ変更した。
主機関ではロ号艦本式ボイラーを石炭・重油混焼缶24基から重油専焼缶8基へと更新され、推進機関は姉妹艦ともに直結タービン2基4軸推進から艦本式オールギヤードタービン4基4軸推進へと統一され、これにより出力は80,000hpへと増大し、速力も25ノットを発揮した。石炭貯蔵庫が廃止され燃料は重油に一本化されたために重油タンクは伊勢：4,249トン、日向：4,250トンとなって航続性能は速力16ノット巡航で伊勢は11,100海里、日向は7,870海里へと延伸された。この時に缶数の削減に伴って艦橋に近い1番煙突は撤去され、替わりに2番煙突を大型のものに換装、追い風時の煤煙被害は解決された。また、これに伴って艦載艇置き場は1番煙突跡に設けられてブラスト・スクリーンは覆いが大型化された。更に艦尾部の船体を6m延長して速力向上と直進性を向上させた。
伊勢型に対するこれらの改装は「伊勢」は1935年8月1日に着手し、1937年3月23日に完了し、「日向」も1934年10月24日に着手し、1936年9月7日に完了した。

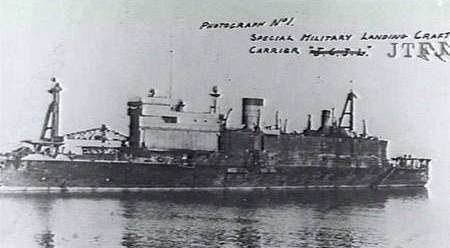
特殊船「神州丸」に移設された「日向」の旧2番煙突（船橋寄り上甲板中央の大型煙突）。本物の煙突は船尾左舷寄り上甲板後部の細い小型煙突であり、ダミー煙突は「神州丸」の日中戦争実戦投入前に設置されたものである

なお、この大改装時に撤去された「日向」の2番煙突が、陸軍船舶部隊が運用する特殊船（上陸用舟艇母船）「神州丸（神洲丸）」に移設されている。「神州丸」は世界初の本格的なドック型揚陸艦であると同時に、（戦闘機や偵察爆撃機をカタパルトで射出する）航空機運用能力を持つ強襲揚陸艦の先駆的存在でもあり、その中甲板に設けられた航空機格納庫（約12機収納可能）の存在の秘匿と、特殊船を複数保有しているように偽装する目的で、海軍の協力によって余剰となった「日向」の旧2番煙突をダミーとして転用した。
装甲配置
（VC：ヴィッカーズ式鋼板、NS：ニッケル鋼板、HT：高張力鋼板、DS：デュコール鋼、NVNC：新型ヴィッカーズ無浸炭均質鋼板）
主甲帯　299-100 VC
中甲板甲帯　199 VC
上甲板甲帯　149 VC
横防御隔壁　前部中甲板　199 VC　下甲板　199 VC　後部中甲板　199 VC　下甲板　224 VC
水平防御　下甲板　32 NS＋25×3 DS
最上甲板　35 HT
魚雷防御隔壁　76 HT
弾薬庫　甲板平坦部　32 NS＋135-120 NVNC　甲板傾斜部　32 HT　垂直部　76-38 HT＋230-95 NVNC　底部　25 NS
司令塔　側面　320 VC　上面　158 NVNC　床面　76 VC　交通筒　178-51 VC
主砲塔　前盾　305 VC　側面　229 VC　後面　229 VC　上面　152 VC　バーベット　299-50 VC＋？ NVNC
ケースメイト　砲盾　38 HT　隔壁　19 HT
舵取機室　なし（大戦中に周辺にコンクリート充填）
煙路　38-51 HT

### 航空戦艦への大改装

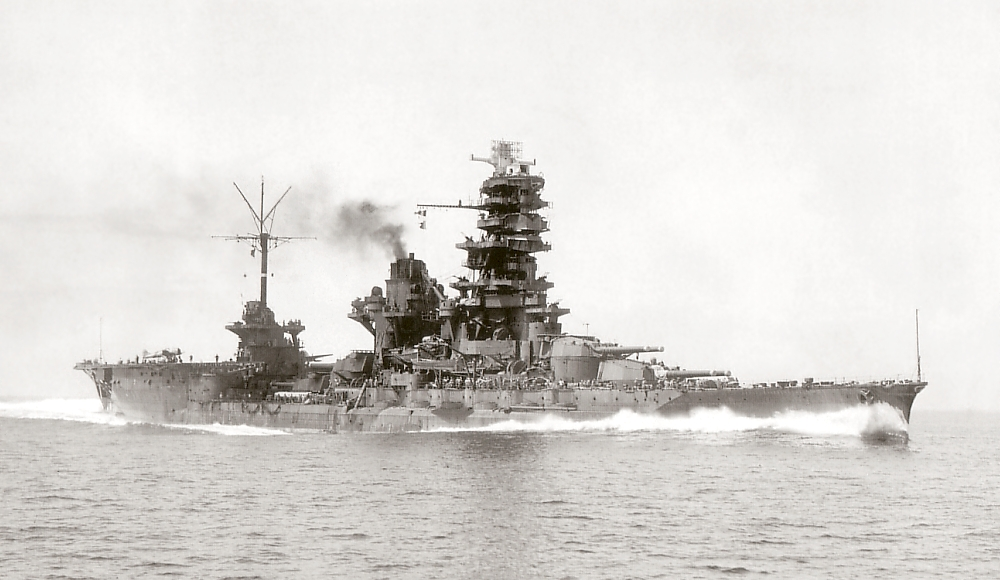
航空戦艦に改装された伊勢

1942年5月、伊予灘で主砲射撃訓練中に「日向」の第5砲塔の装薬が砲塔内部で爆発、多数の死傷者を出す大惨事が起こった（死者55名）。砲塔を撤去した跡に鉄板で仮設の蓋を張り、その上に九六式25mm三連装機銃4基を設置した。
この後、ミッドウェー海戦における主力空母4隻(赤城、加賀、蒼龍、飛龍）喪失のため、雲龍型航空母艦(改飛龍型)を大量建造する改⑤計画を策定した。しかし、これら新規建造艦の就役は昭和19年後半以降と見積もられ、より短期間で空母戦力の増強を行うために、空母改装を前提とした艦艇の改装工事に着手すると共に既存艦の航空母艦改造を行うことになった。大和型を除く戦艦（金剛型、伊勢型、扶桑型、長門型）、巡洋艦（青葉型、妙高型、高雄型、最上型、利根型、川内型）が改装の検討対象となった。しかし、長門型は大和型に次ぐ主力艦であり、断念された。高速戦艦の金剛型改装は魅力的だったものの、研究の結果、工事量が多く改装に時間がかかりすぎると判断され除外された。もっとも戦力的に活用されていない扶桑型と伊勢型が候補に残った。だが、全通飛行甲板を持つ通常型航空母艦に改造するには一年半以上を費やす大工事が必要であることから、通常型航空母艦への改造は断念された。
そこで、一部の主砲塔を撤去して格納庫や航空機作業甲板を設置、射出機で艦上爆撃機を射出する航空戦艦への改装が代案として浮上した。軍令部の要望は、主砲は6門のみ、副砲撤去と対空兵装強化、多数航空機の搭載であった。改装対象にはやはり扶桑型と伊勢型が検討されたが、扶桑型よりも若干高速で、先の事故により第五砲塔を撤去中だった「日向」の工事にあわせて実施することになった。十三試艦爆（彗星）の開発成功も航空戦艦への改装を後押しすることになったが、のちに十四試水爆（瑞雲）を本型の艦載機にすることに変更された。
当初、4番から6番砲塔までを撤去する案や3番から6番砲塔までを撤去する案も検討されたが、前者は5番・6番砲塔のみを撤去する案と搭載機数がさほど変わらないと判定され、後者は搭載機数を無闇に増やしても射出機による連続発艦（射出機2基を用いて1分間隔で射出する予定だった）では攻撃隊全機の発進に費やす時間も大幅に増して攻撃隊の行動半径が減少してしまう難点があり、最終的には工事期間短縮と資材節約のため、後部の5番・6番主砲塔のみを撤去する案で決定された。空母部分の概要は、上甲板から高さ6ｍ、飛行甲板幅前部29ｍ後部13ｍ、長さ約70ｍ、後檣附近にカタパルト2基を装備する。格納庫は閉鎖式で、断片防御は考慮されていない。航空機用の軽質油タンクは六番砲塔跡に設置され、111立方ｍ、76トンの容量だった。航空機用弾薬庫は五番砲塔跡に設置され、全機3回分出撃分（50キロ爆弾44個、250キロ爆弾22個）を搭載した。飛行甲板は鋼板の上にコンクリートを流して固めた仕様だった。
また航空戦艦改装と同時に、副砲（14cm砲16門）の全廃と、高角砲の増強（12.7cm連装高角砲4基8門から計8基16門）、機銃の増強（25mm連装10基20挺から25mm三連装19基57挺）も行われている。連合艦隊の要望は25mm機銃100挺だったが、射界の確保、射撃装置との連動、機銃の生産力等の諸条件により、改装直後は25mm三連装19基におちついたという。

その他、舵取機室周辺の防御力強化や燃料タンクの増設なども行い、航続距離は16ノットで9500海里に向上した。
伊勢型に対するこれらの改装は「伊勢」は呉海軍工廠で1942年12月23日に着手し、1943年9月5日に完了。「日向」は佐世保海軍工廠で1943年5月2日に着手して、1943年11月30日に完了した。この改装には、呉工廠で建造中止になっていた大和型4番艦「111号艦」を解体した資材が流用されている。また同艦建造中止により手空きになった艦政本部第一部と呉工廠砲熕部が伊勢型改装作業に加わることになり、搭載射出設備の設計と現場工事に投入された。なお、この後に扶桑型の航空戦艦への改装（扶桑は呉、山城は横須賀）も訓令済みだったが、昭和十八年六月に計画は中止された。航空戦艦となった「伊勢、日向」は輸送作戦に従事したあと、1944年（昭和19年）5月1日に「伊勢、日向」および第六三四海軍航空隊によって第四航空戦隊を編制し、第三艦隊に編入された。

### 航空戦艦の艦載機
艦載機は彗星搭載を予定していたが、彗星一一型、彗星一二型は射出機での発進を想定した設計ではなかったため、補強改造をほどこした彗星二二型を予定していた。カタパルト上に2機、射出甲板上に11機、格納庫に9機の合計22機である。これは、高速の艦上爆撃機による敵航空母艦への先制攻撃を企図していたといえる。その後、「瑞雲」も搭載することになった。
運用は格納庫から昇降機で航空機作業甲板へ艦載機を揚げる所までは通常の日本空母と同一だが、艦載機をトロッコに載せて左右一基ずつの一式二号火薬式射出機に載せ、射出することとした。彗星の場合は射出後、最寄の基地や空母に帰還させるか水上不時着させて搭乗員だけ回収させるよりほかなく、一方の瑞雲は水上機のため、射出後は海面に着水させて航空機作業甲板に設置された4トンクレーン（第二次近代化改装の折に艦尾に設置されていたものを移設）で回収することとした。射出間隔は30秒に1機（交互に15秒に1機）で、5分間で全機射出可能と計算されている。

### その後

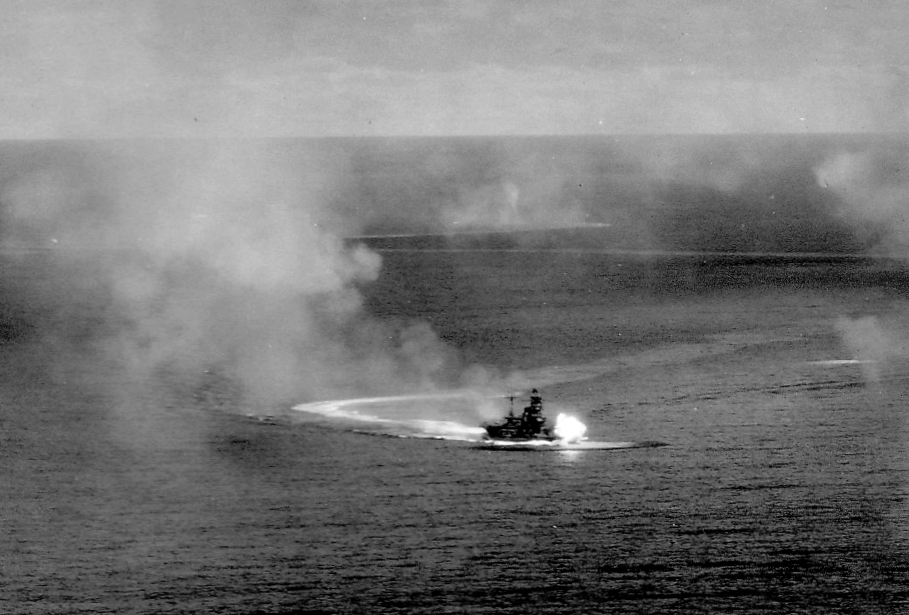
対空戦闘を行う伊勢

艦の改造終了時、「彗星、瑞雲」の生産配備が遅れたことにより、伊勢型は艦載機未搭載のまま戦線復帰、第11水雷戦隊に所属して輸送作戦に従事した。その後、第三艦隊第四航空戦隊を編成した。艦載機隊として第634航空隊が編成され、その一部を両艦に搭載して機材の整備・訓練が進んだ頃、搭載機は台湾沖航空戦の影響でフィリピン方面に転用されてしまったため、実質上は戦艦として捷号作戦に参加、エンガノ岬沖海戦にて「伊勢、日向」は米国機多数を弾幕射撃により撃墜。松田千秋少将発案の爆弾回避術を駆使して直撃弾を受けなかった。また、この出撃の前には、艦載機搭載を諦めて対空用に飛行甲板上に機銃を設置、さらに12cm28連装噴進砲を装備する小改装を受けている。
その後は格納庫の搭載スペースを買われて、南方資源を本土に輸送する任務（北号作戦）にも従事した。同任務終了後、２艦は呉に戻り、「伊勢」は音戸、「日向」は情島沖に、それぞれ係留された。そして7月28日の対空射撃終了後に「伊勢」が行った射撃が、日本戦艦が行った最後の砲撃である。

### 航空戦艦としての伊勢型の評価

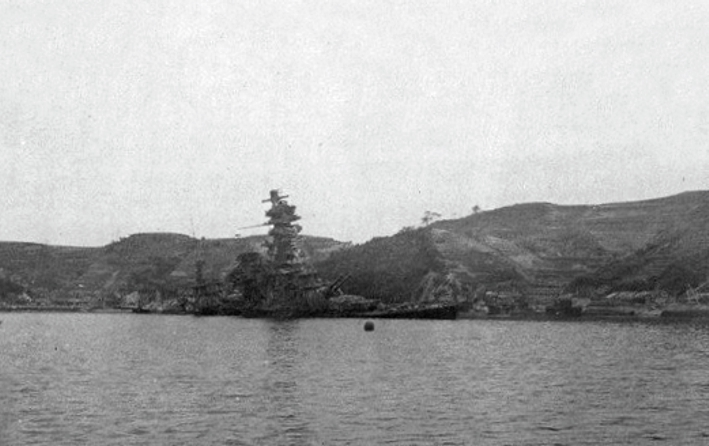
呉で大破着底した日向。

世界で唯一、航空戦艦改装を実現したのは旧式戦艦からの改造艦である日本の伊勢型だが、搭載機が間に合わなかったことなどもあって結局は戦艦としての働きしかしておらず、マリアナ沖海戦では間に合わず、唯一の見せ場であるレイテ沖海戦では小沢治三郎中将指揮の下、第一機動艦隊(機動部隊)の一角として参加したものの、実質的に空母としてではなく、戦艦の扱いであることに変わりはなかった。
最終的には後部主砲の射界を遮る搭載機発進用射出機を撤去していることからも、この2艦の航空戦艦への改造は失敗であったと言わざるを得ない。しかしながら、レイテでは艦載機の代わりにその甲板上や周囲に12cm28連装噴進砲九六式25mm高角機銃などの多数の対空火器を装備して奮戦、両艦とも帰還できたことや、北号作戦において格納庫スペースを生かして物資を満載しつつ、浮上接触してきた米潜水艦を「日向」の主砲射撃で撃退した実績がある。元来の意図とは全く異なるものの、結果的に航空戦艦への改装が実戦で役に立ったと言える。

## データ

### 第一次近代化改装後（1937年時）
- 水線長：213.36m
- 全長：215.8m
- 全幅：33.9m（伊勢の数値）、33.83m（日向の数値）
- 吃水：9.03m（伊勢）、9.21m（日向）
9.45m（満載）
- 常備排水量：35,800トン（伊勢の数値）、36,000トン（日向の数値）
- 公試排水量：：-トン
- 満載排水量 ：40,169トン（伊勢の数値）
- 兵装：四一式45口径連装砲6基、50口径三年式14cm砲16基、八九式40口径連装高角砲4基、九六式25mm連装高角機銃10基
- 機関ロ号艦本式重油専焼水管缶8基＋艦本式オールギヤードタービン4基4軸推進
- 最大出力：80,000hp
- 最大速力：25.4ノット（伊勢の数値）、25.3ノット（日向の数値）
- 航続性能：16ノット/11,100海里（伊勢の数値）、16ノット/7,870海里（日向の数値）
- 装甲 
  - 舷側装甲：305mm（水線部）
  - 甲板装甲：135mm（主甲板）、32mm（上甲板）
  - 主砲塔装甲：305mm（前盾）、305mm（側盾）、-mm（後盾）、152mm（天蓋）
  - バーベット部：-mm
  - 司令塔：356mm
- 航空兵装：水上偵察機3機＋射出機1基
- 乗員：1,385名（伊勢の数値）、1,376名（日向の数値）

### 最終状態
- 水線長：-m
- 全長：219.62m
- 全幅：33.83m
- 吃水：9.03m
- 常備排水量：35,350トン（伊勢の数値）、35,200トン（日向の数値）
- 公試排水量：-トン
- 満載排水量：38,676トン（伊勢の数値）
- 兵装：四一式45口径連装砲4基、八九式40口径連装高角砲8基、九六式25mm 3連装高角機銃31基・単装11基、12cm 28連装噴進砲6基
- 機関：ロ号艦本式重油専焼缶8基＋艦本式オールギヤードタービン4基4軸推進
- 最大出力：80,000hp
- 最大速力：25.3ノット（伊勢の数値）、25.1ノット（日向の数値）
- 航続性能：16ノット/9,449海里（伊勢の数値）、16ノット/9,000海里（日向の数値）
- 燃料
  - 重油：4,249トン（伊勢の数値）、4,250トン（日向の数値）
- 装甲 
  - 舷側装甲：-mm
  - 甲板装甲：-mm
  - 主砲塔装甲：-mm（前盾）、-mm（側盾）、-mm（後盾）、－mm（天蓋）
  - バーベット部：-mm
  - 司令塔：-mm
- 航空兵装：22機＋射出機2基
- 乗員：1,463名（伊勢の数値）